# Nowa Synagoga w Gocie

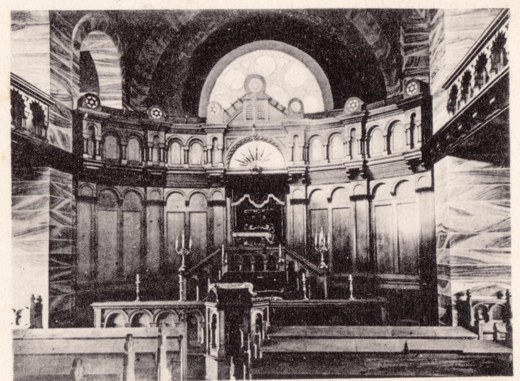
Wnętrze synagogi (ok. 1900)

Nowa Synagoga w Gocie – nieistniejąca synagoga w mieście Gotha przy Hohenlohestraße 1 (obecnie Moßlerstraße).
Synagoga została zbudowana w latach 1903–1904 według projektu architekta Richarda Klepziga w stylu neogotyckim. Była to budowla na planie centralnym zwieńczona kopułą. Poświęcenie synagogi nastąpiło 11 maja 1904. Na uroczystości byli obecni: nadburmistrz Otto Liebetrau, członkowie rady miejskiej, przedstawiciele wspólnoty ewangelickiej i katolickiej oraz minister stanu Philipp Hermann von Hentig, który w imieniu rządu książęcego wygłosił krótkie przemówienie. Następnie mowę wygłosił nadburmistrz. Na zakończenie rabin krajowy Isaac Prager z Kassel umieścił zwoje tory w Aron ha-kodesz.
W czasie nocy kryształowej synagoga została podpalona, a straż pożarna czuwała, by ogień nie przeniósł się na sąsiednie budynki. 10 marca 1939 rozpoczęto rozbiórkę ruin na koszt gminy żydowskiej.
W 1988 w pobliżu miejsca, na którym stała synagoga, odsłonięto pomnik autorstwa Hansa Kleina. W 1991 fragment ulicy Lenaustraße pomiędzy Moßlerstraße i Gartenstraße przemianowano na An der Synagoge.

## Literatura
- Germania Judaica II,1 S. 295f; III,1 S. 457-460
- Jüdische Landesgemeinde Thüringens (Hg.): Die Novemberpogrome. Gegen das Vergessen., Eisenach – Gotha – Schmalkalden. Spuren jüdischen Lebens. 1988, ohne ISBN
- Klaus Arlt, Constantin Beyer: Zeugnisse jüdischer Kultur. Erinnerungsstätten in Mecklenburg-Vorpommern, Brandenburg, Berlin, Sachsen-Anhalt, Sachsen und Thüringen. 315 S., Wichern-Verlag/Tourist-Verlag, Berlin 1992, ISBN 3-350-00780-5, darin S. 272-274